# At-Taghabun
At-Taghabun  (arabe : سُورَةُ ٱلتَّغَابُنِ, français : La Grande Perte) est le nom traditionnellement donné à la 64e sourate du Coran, le livre sacré de l'islam. Elle comporte 18 versets. Rédigée en arabe comme l'ensemble de l'œuvre religieuse, elle fut proclamée, selon la tradition musulmane, durant la période médinoise.

## Origine du nom
Bien que le titre ne fasse pas directement partie du texte coranique, la tradition musulmane a donné comme nom à cette sourate La Grande Perte, en référence au contenu du neuvième verset  : « 9. Le Jour où il vous rassemblera,
le Jour du Rassemblement,
sera le Jour de l’Imposture. »

## Historique
Il n'existe à ce jour pas de sources ou documents historiques permettant de s'assurer de l'ordre chronologique des sourates du Coran. Néanmoins selon une chronologie musulmane attribuée à Ǧaʿfar al-Ṣādiq (VIIIe siècle) et largement diffusée en 1924 sous l’autorité d’al-Azhar,, cette sourate occupe la 108e place. Elle aurait été proclamée pendant la période médinoise, c'est-à-dire schématiquement durant la seconde partie de la vie de Mahomet, après avoir quitté La Mecque. Contestée dès le XIXe par des recherches universitaires, cette chronologie a été revue par Nöldeke,, pour qui cette sourate est la 93e.
Nöldeke et Schwally considèrent cette sourate comme une entité unique même s’ils considèrent comme possible sa composition à partir d’un élément ancien et d’un autre plus récent.

## Interprétations

### Versets 7-10: eschatologie
Ces versets ne forment probablement pas une unité puisqu’ils ne sont pas reliés aux précédents.
Le refus des mécréants de croire en la Résurrection est évoqué au verset 7. Le Coran y articule un lien entre la mécréance et la non-croyance en la Résurrection de manière similaire à la Didascalia Apostolorum.
Le verset 9 semble être une interpolation. Il évoque le rassemblement des hommes en vue du Jugement dernier et a probablement comme sous-texte les Évangiles de Marc et de Matthieu.
Le terme de la « mutuelle duperie » n’est pas certain, le terme taghabun étant un hapax dont la racine n’a pas d’équivalent dans les langues sémitiques. Un poème préislamique, ayant pu servir de source à certains passages du Coran, évoque une « déception mutuelle ».

Texte de la sourate (Coran datant de 1874)
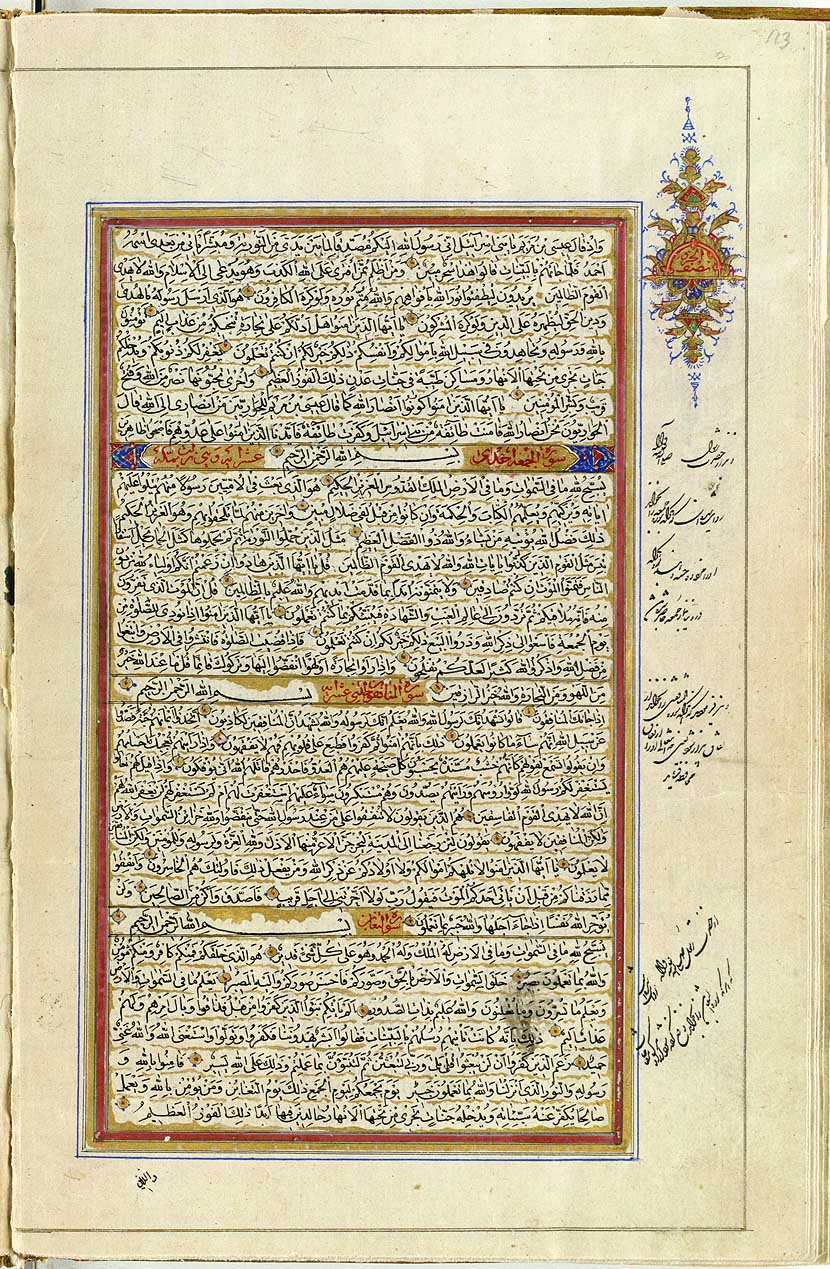
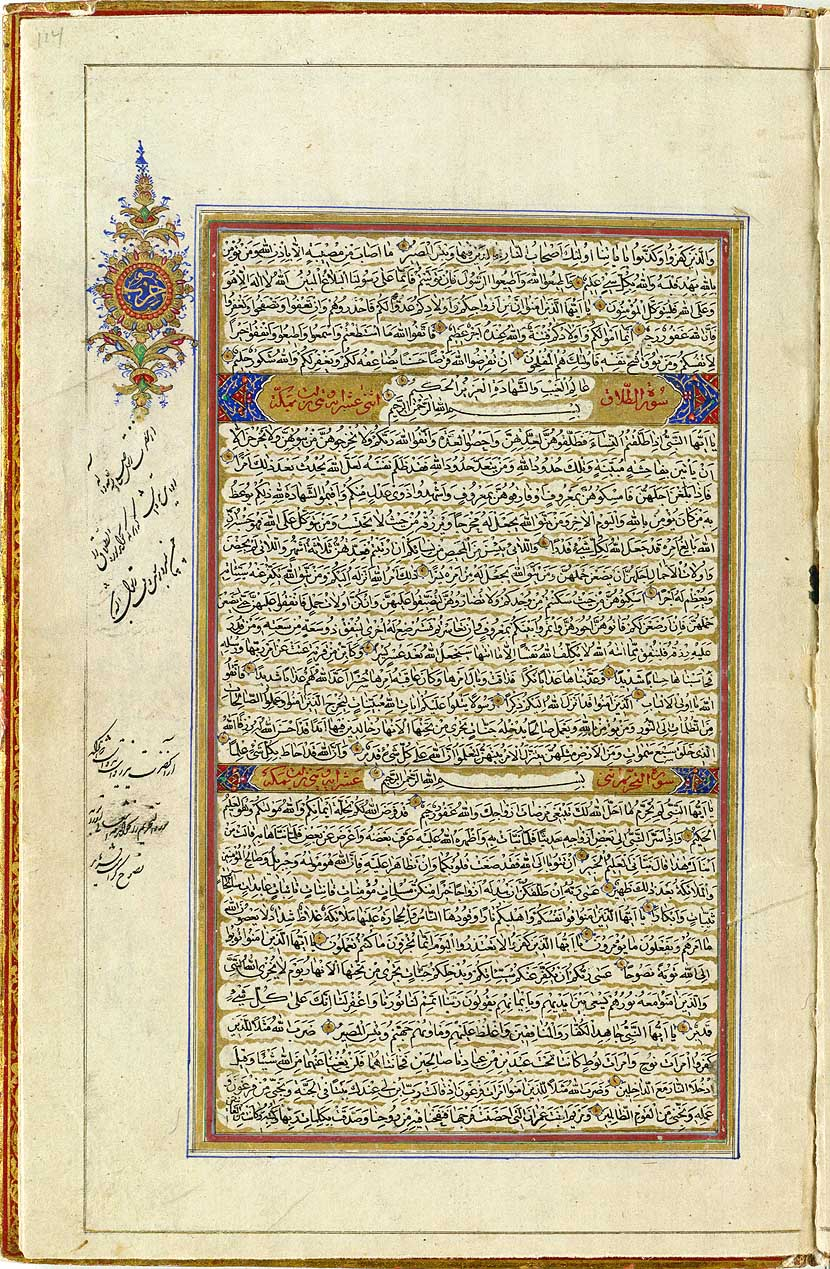